# Kaanapali
Kaanapali (Kāʻanapali) – jednostka osadnicza w Stanach Zjednoczonych, w hrabstwie Maui.